# Speicher (Eifel)
Pour l’article homonyme, voir Speicher (Suisse).
Speicher est une ville d'Allemagne située en Rhénanie-Palatinat, au Nord-Ouest de Trèves, dans l'arrondissement d'Eifel-Bitburg-Prüm.

## Histoire
Les premières preuves de l'existence de Speicher datent de 834. Au Moyen Âge, la commune appartenait au Luxembourg.

## Jumelages
- Caudan (France)